# 新世界 (专辑)
《新世界》（英語：A New World）是克羅埃西亞裔小提琴家马克西姆·姆尔维察在2005年发行的古典跨界专辑，以古典音乐为主。
延續其融合古典與流行元素的音樂風格，本專輯以德弗札克的《新世界交響曲》為靈感核心，重新編曲演繹多首古典名曲，並加入電子音樂與強烈節奏，展現前衛而富現代感的詮釋方式。
專輯曲目涵蓋《新世界》、《克羅埃西亞狂想曲》、柴可夫斯基《胡桃鉗》選段等，也包含原創作品與流行改編，風格橫跨古典、電子與新世紀音樂，展現姆爾維察融合多元音樂語言的獨特風貌。專輯推出後在多國獲得銷售佳績，深受年輕聽眾與古典跨界愛好者喜愛。
1.New World Concerto
新世界协奏曲
2.Nostradamus
占卜者
3.Dido's Lament
迪度的挽歌
4.Tosca
托斯卡
5.Desert Skies
沙漠的天空
6.Intermezzo
插曲
7.Somewhere in Time/The Old Woman
时间倒流七十年/老妇人
8.Ride of the Valkyries
女武神之旅
9.Still Waters
依然流泪
10.Blue Balloon
蓝色气球
11.Mojito
莫吉图
12.The Flower Duet
鲜花二重奏
13.Deborah's Theme
狄波拉的主题
附加：三首背景音乐
14.Kolibre (backing track)
15.Claudine (backing track)
16.Nostradamus (backing track)

## 外部連結
- "A New World"
- Toshiba-EMI Maksim's Japan site